# Quark up
O quark up, quark cima, quark 
u
 ou, simplesmente, up é uma partícula elementar do Modelo Padrão com spin 1/2, sendo, portanto, fermiónica. Pertence à primeira geração de quarks e tem carga elétrica 2/3 e. A sua massa não é conhecida com precisão, mas prevê-se que seja, juntamente com a sua antipartícula, o anti-up, o quark mais leve. Os quarks up e down são os quarks mais estáveis, sendo constituintes fundamentais dos núcleons que constituem todos os elementos químicos: o próton contem dois quarks up e um down, enquanto que o nêutron contem um up e dois quarks down. A maior parte da contribuição para a massa dos nucleões não provem dos quarks, mas da energia do campo de glúons que mantém os quarks confinados.
Os quarks up, down e strange foram previstos independentemente por Gell-Mann e Zweig em 1964, e experimentalmente confirmados pela primeira vez em colisões inelásticas realizadas no SLAC em 1967.

## Hádrons que conteem quarks up
Alguns dos hádrons que contem quark up incluem:
- Os píons carregados (π±) são mésons contendo um quark up e um anti-quark down.
- O píon neutro (π0) é uma combinação linear de up-anti up, como são os mésons ρ e ω.
- Os mésons η e η' sabores são combinações lineares de vários pares quark-antiquark, incluído up-anti up.
- Um grande número de bárions detectáveis contem um ou mais quarks up. Como os núcleons, bárions Δ são feitos somente de quarks down e up: o Δ++ contem três quarks up, o Δ+ contem dois, e o Δ0 contem somente um.

## História
Nos primórdios da física de partículas (primeira metade do século 20), hádrons, como prótons, nêutrons e píons eram considerados partículas elementares. No entanto, à medida que novos hádrons foram descobertos, o "zoológico de partículas" cresceu de algumas partículas no início dos anos 1930 e 1940 para várias dezenas deles em 1950. As relações entre cada um deles não estava claro até 1961, quando Murray Gell-Mann e Yuval Ne'eman (independentemente uns dos outros) propuseram um esquema de classificação de hádrons chamado de Caminho Óctuplo.
Este esquema de classificação organizou os hádrons em múltiplos isospins, mas a base física por trás dele ainda não era clara. Em 1964, Gell-Mann e Zweig (também independentemente uns dos outros) propuseram o modelo de quark, em seguida, consistindo apenas de cima, para baixo, e quarks estranhos (up, down e stranger). No entanto, enquanto o modelo do quark explicou o caminho óctuplo, nenhuma evidência direta da existência de quarks foi encontrada até 1968.
Experimentos de espalhamento inelástico indicou que os prótons tinham infra-estrutura, e que os eram feitos de três partículas mais fundamentais — fato esse que explicou os dados (confirmando assim o modelo do quark). A princípio as pessoas estavam relutantes em identificar os três corpos como quarks, preferindo a descrição de Richard Feynman e Parton, mas com o tempo a teoria dos quarks se tornou aceita.

## Massa
Como quarks livres não são observáveis na natureza, as suas massas não podem ser medidas diretamente, mas são inferidas indiretamente através de processos envolvendo hadrões. Diferentes teorias dos processos cromodinâmicos preveem diferentes massas para os quarks. O valor mais frequente para a massa nua (do inglês bare mass) dos quarks mais leves (up, down e strange) é simulada através de Cromodinâmica quântica na rede (ou em lattice), usando o esquema de subtração minimal ({\displaystyle {\overline {\text{MS}}}}). Estas simulações colocam o valor da massa do up em 2.15±0.15 MeV/c2. Este é o valor mais recente adotado pelo Grupo Dados de Partículas, enquanto que o valor dado na Revisão de Física de Partículas publicado bianualmente é de 2.2+0.5
−0.4 MeV/c2. O esquema {\displaystyle {\overline {\text{MS}}}} indica ainda que se o up tivesse massa nula, o problema CP forte não se colocaria.